# Coppa Italia 1968 (hockey su pista)
La Coppa Italia 1968 è stata la 3ª edizione della principale coppa nazionale italiana di hockey su pista. La manifestazione si è conclusa il 1º novembre 1968.
Il trofeo è stato conquistato dal Laverda Breganze per la prima volta nella sua storia.

## Risultati

### Semifinali
| Squadra 1        | Risultato | Squadra 2 |
| ---------------- | --------- | --------- |
| 5 ottobre 1968   |           |           |
| Triestina        | 2 - 1     | Monza     |
| 15 ottobre 1968  |           |           |
| Laverda Breganze | 12 - 5    | Novara    |

### Finale
| Modena 1º novembre 1968 | Laverda Breganze | 5 – 2 | Triestina |  |

| Laverda Breganze |  |                       |
|                  |  |                       |
| E                |  | Beniamino Battistella |
|                  |  | Gino Borgatello       |
|                  |  | Lino Borghesan        |
|                  |  | Aronne Cerato         |
|                  |  | Mariano Moresco       |
|                  |  | Mario Saccardo        |
|                  |  | Renato Saccardo       |
| Allenatore:      |  |                       |
|                  |  |                       |

| Triestina   |  |                    |
|             |  |                    |
|             |  | Franco Cervo       |
|             |  | Giorgio Chiandussi |
|             |  | Fulvio Gon         |
| P           |  | Enzo Mari          |
|             |  | Romano Martellani  |
|             |  | Flavio Perok       |
|             |  | Giuseppe Prinz     |
| Allenatore: |  |                    |
|             |  |                    |